# Pantanaw
Pantanaw is een klein dorp gelegen in de divisie Ayeyarwady in zuidwest Myanmar. Pantanaw is de geboorteplaats van de voormalige Secretaris-Generaal van de Verenigde Naties U Thant en van de kunstenaar U Ba Nyan.

## Geboren
- U Thant (1909-1974), secretaris-generaal van de Verenigde Naties (1961-1971)